# Where Are My Children?
Where Are My Children? is een Amerikaanse dramafilm uit 1916 onder regie van Phillips Smalley en Lois Weber. De film werd in 1993 opgenomen in het National Film Registry.

## Verhaal
Officier van justitie John Walton moet onderzoek doen naar een serie illegale abortussen maar komt er dan achter dat zijn vrouw er in het verleden ook een gehad heeft.

## Cast
| Acteur            | Personage           |
| ----------------- | ------------------- |
| Tyrone Power, Sr. | John Walton         |
| Juan de la Cruz   | Dr. Herman Malfit   |
| Helen Riaume      | Mrs. Richard Walton |
| William Haben     | Dr. Gilding         |
| C. Norman Hammond | Dr. William Homer   |